# Domestic Animal Endocrinology
Domestic Animal Endocrinology is een internationaal, aan collegiale toetsing onderworpen wetenschappelijk tijdschrift op het gebied van de veeteelt en endocrinologie. De naam wordt in literatuurverwijzingen meestal afgekort tot Domest. Anim. Endocrinol. Het wordt uitgegeven door Elsevier en verschijnt 4 keer per jaar.